# Cantó de Sant Andrieu de Valbornha
El cantó de Sant Andrieu de Valbornha és un cantó francès del departament del Gard, a la regió d'Occitània. Està inclòs al districte de Le Vigan, té 5 municipis i el cap cantonal és Sant Andrieu de Valbornha.

## Municipis
- L'Estrechura
- Peiròlas
- Los Plantièrs
- Sant Andrieu de Valbornha
- Saumana